# Рамати, Александр
Алекса́ндр Рама́ти (при рождении — Дави́д Соломо́нович Гри́нберг, ивр. אלכסנדר רמתי‎, англ. Alexander Ramati, один из псевдонимов пол. Ludwik Brzeski; 20 декабря  1921, Брест,Польская Республика  — 18 февраля 2006, Монтрё, Швейцария)  — израильский, американский и польский кинорежиссёр, продюсер, писатель, президент кинокомпании David Films Incorporated.

## Биография
Родился 20 декабря 1921 года в Бресте-над-Бугом в семье сионистов-ревизионистов. Отец — архитектор, домовладелец Соломон Гринберг, мать — владелица аптеки Фаня Якубович, первая женщина-выпускница Киевского мединститута. Братья – Авигдор Гринберг и известный американский нефтяной магнат  Яков Гринберг.  
В частном доме Гринбергов частыми гостями бывали идеолог сионистского движения Владимир Жаботинский и будущий премьер-министр Израиля Менахем Бегин, который подрабатывал домашним учителем Александра Рамати и его братьев. В возрасте 9 лет Александр Рамати стал главным брестским корреспондентом педагога-гуманиста Януша Корчака, издававшего еженедельник «Малое обозрение».  До 1932 года он по нескольку раз в год ездил к Корчаку в варшавский «Дом сирот», где обсуждал с ним редакционные и литературные вопросы.
В 1938 году Рамати поступил в Академию драматического искусства в Варшаве, в 1939 — на юридический факультет Варшавского университета. В 1941 году он успел с братом Авигдором бежать от наступающих частей вермахта вглубь Советской территории и добраться до Ашхабада. По некоторой информации — нелегально перешёл с братом советско-афганскую границу. Братья были призваны в формировавшуюся польскую Армию Андерса. В 1943 году Александр Рамати попал в Палестину в составе группы Менахема Бегина, которая насчитывала 10 человек.
Во время службы в Палестине Рамати продолжил заниматься журналистикой, писал статьи в том числе для американского еженедельника Time. В составе 8-й армии Великобритании принимал участие в Итальянской кампании и освобождении в июне 1944 года монастыря в Ассизи. В Риме в 1944 году он завершил свое образование и получил степень доктора права Римского университета.               
После Второй мировой войны Рамати вернулся в Палестину, где принял участие в борьбе за независимость. В 1946 году он помог переселиться в Тель-Авив своим родителям и брату Якову, который вскоре вступил в подпольную организацию «ЭЦЕЛ» («Борцы за свободу Израиля»).              
В начале 1950-х годов, желая продолжить обучение, иммигрировал в Соединенные Штаты Америки, где получил степень бакалавра (1955) и магистра гуманитарных наук (1959) Калифорнийского университета в Лос-Анджелесе. Во время учебы Рамати подрабатывал написанием статей, снимался в эпизодических ролях в кино. С 1961 по 1963 годы работал продюсером телекомпании Columbia Broadcasting System-television, в 1964 года — писателем компании Paramount Pictures.               
В 1964 году основал и стал президентом собственной кинокомпании и продюсерского центра David Films and David Productions (с 1981 года — швейцарская кинокомпания David Films Inc.).                

### Кинорежиссёр и писатель
В 1964 году Рамати написал сценарий и снял фильм «Пески Беэр-Шевы», действие которого происходит во время Войны за независимость Израиля.  Он также является соавтором сценариев к фильмам Менахема Голана «Операция Каир» (с Рафаэлем Нуссбаумом) и «Фортуна» (с Йосефом Гроссом).
В 1967 году он снял фильм «Отчаянные одиночки» с Максимилианом Шеллом в главной роли. В автобиографической картине рассказывается про побег из советского лагеря двух братьев-поляков, стремящихся попасть в армию генерала Андерса.   
Через пару лет на экраны вышел совместный израильско-немецкий фильм «Они будут свободны, доктор Корчак» — дань памяти Александра Рамати своему другу и учителю, педагогу-гуманисту Янушу Корчаку, ведшему до конца своих дней тяжелейшую борьбу за существование руководимого им Варшавского дома еврейских детей-сирот.  
В 1985 году Рамати продолжил серию автобиографических фильмов кинокартиной «Подполье Ассизи». В фильме снимались Бен Кросс, Джеймс Мейсон, Максимилиан Шел и сам Рамати. Сценарий основан на одноименной книге, опубликованной Александром Рамати в 1978 году, и рассказывает подлинную историю спасения 300 евреев католическим священником отцом Руфино.  
В 1988 году он вернулся на продолжительное время в Польшу, где снял польскоязычный фильм «И скрипки перестали играть» с Хорстом Бухгольцем и своей дочерью Майей Рамати в главных ролях. Военная драма затрагивает тему геноцида польских цыган и раскрывает подробности бегства цыганской семьи Миргов из оккупированного Бреста в 1943 году. 
Александр Рамати является автором популярных книг «Враги света» (Rebel Against the Light), «Пока Папа молчал: Ассизи и нацистская оккупация» (While the Pope kept silent : Assisi and the Nazi occupation), «Колючая проволока на острове Мэн» (Barbed Wire on the Isle of Man: The Wartime British Internment of Jews) и других, посвященных истории Холокоста и становлению независимого государства Израиль.
С 1981 года Александр Рамати жил в Швейцарии в городе Территет, где скончался 18 февраля 2006 года в возрасте 86 лет.    

## Семья
Жена — киноактриса Диди Рамати (Герда Зонненфельд), дочь — Майя Виктория.

## Фильмография
| Год  | Название                                                                       | Примечания                         |
| ---- | ------------------------------------------------------------------------------ | ---------------------------------- |
| 1961 | «Две миссис Кэрролл»/The Two Mrs. Carrolls                                     | Продюсер                           |
| 1964 | «Пески Беэр-Шевы»/Sands of Beersheba                                           | Режиссёр,Продюсер                  |
| 1966 | «Операция Каир»/Trunk to Cairo                                                 | Автор сценария                     |
| 1967 | «За горами (Отчаянные Одиночки (оригинальное название)) »/Beyond the Mountains | Режиссёр                           |
| 1974 | «Они будут свободны, доктор Корчак»/Sie sind frei, Doktor Korczak              | Режиссёр                           |
| 1985 | «Подполье в Ассизи»/The Assisi Underground                                     | Продюсер                           |
| 1988 | «И скрипки умолкли»/And the Violins Stopped Playing                            | Режиссёр, Продюсер, Автор сценария |

Актер
- 1958 — Behind Closed Doors, "Double Jeopardy"  (TV Series)
- 1967 — Beyond the Mountains
- 1988 — The Assisi Underground — еврейский беженец